# Baku villamosvonal-hálózata

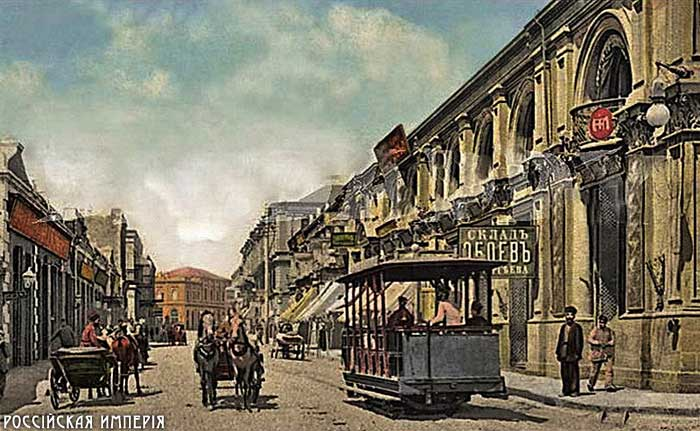
1905

Baku villamosvonal-hálózata egy villamosvonal-hálózat volt Azerbajdzsán mai fővárosában, Bakuban 1889 és 2004 között.

## Története

### Az első közúti vasút
Bakuban 1887-ben tömegközlekedés céljából kábelvasút indult, melyet a helyiek Csernogorodszkajának hívtak (oroszul „Fekete várost” jelent). 1889. április 7-én (gregorián naptár szerint április 19) lóvasút indult a városban, melynek tulajdonosa átvette a Csernogorodszkaja vonalat, és azt is lóvasúttá alakította.

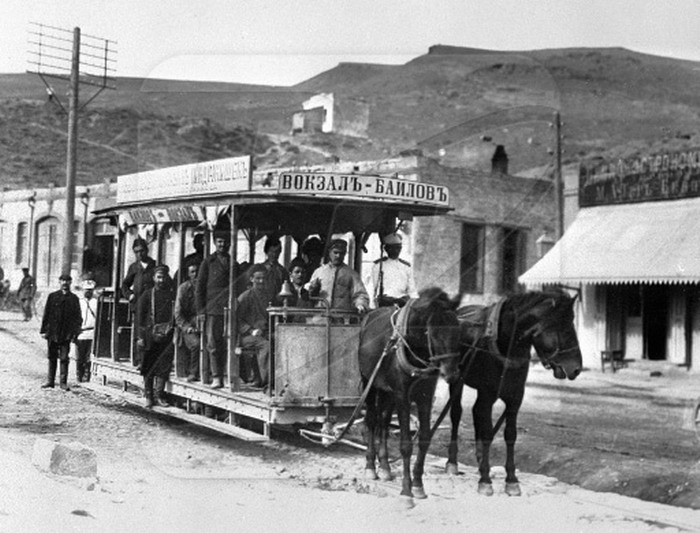
Lóvasút Bakuban 1910-ben

Pár hónappal később, szeptember 24-én (október 6) a lóvasutat gőzüzemű vasút egészítette ki, ez azonban nem sokáig maradt fenn, mert a lóvasút mellett nem minősült nyereségesnek. 1894 körül megszűnt, és ezen a vonalon is lóvasút közlekedett. A lóvasút 1524 mm-es nyomtávúra épült. A személyszállításra használt útvonalak mellett számos, teherszállításra épült vasút is létezett a különböző üzemek közt városszerte.
A 20. század elején a lóvasút már nem volt képes lépést tartani az utasok növekvő számával az Orosz Birodalom olajipari központjává váló városban. 1903-ban a Városi Tanács ajánlatot kapott egy villamoshálózat kiépítésére. Az ezt követő húsz évben a városvezetés számos tervet és költségvetést kidolgozott, majd 1922-ben megkezdte a villamoshálózat kiépítésének tervezését. Bakuban eközben végig közlekedett a lóvasút, míg 1923. október 1-jén meg nem szüntették.

### A villamos
A villamosközlekedés 1924. február 8-án indult meg Bakuban. A villamosvonal-hálózat 2004-ig állt fenn.
2012 februárjában az azeri kormány bejelentette, hogy azt tervezi, újraépíti a bakui villamosvonal-hálózatot, alig nyolc évvel azután, hogy megszüntette. A tervek szerint új villamosvonal lesz a belvárosi Baku Boulevard tengerparti sétányán. Az új villamosvonal-hálózat a réginél jóval kisebb lesz, és nem a város főútjain halad majd, hanem a tengerpart mellett, hogy ne akadályozza a közúti forgalmat.

## Vonalak
1972-ben ezek a villamosvonalak léteztek Bakuban:
- № 1 – Szemasko kórház – 1. és 5. lakótelep.
- № 2 – Szemasko kórház – Muszabekovo.
- № 3 – Bakui személypályaudvar – 8. km.
- № 4 – Bakui személypályaudvar – Lenin Textilgyár.
- № 5 – Szemasko kórház – Vorovszki városrész.
- № 10 – Bakui személypályaudvar – Inglab utca.
- № 12а – Bakui személypályaudvar – Fabriciuss utca – Szemasko kórház – Bakihanov utca – Fizuli tér – Bakui személypályaudvar.
- № 12б – Bakui személypályaudvar – Fizuli tér – Bakihanov utca – Szemasko kórház – Fabriciuss utca – Bakui személypályaudvar.
- № 14 – Bakui személypályaudvar – Csapajev utca – Aga Nematulla utca – Kolhoz piac.

Az 1980-as évek végén ezek a vonalak léteztek:
- № 1 – Hatai metróállomás – 1. lakótelep.
- № 2 – Vasútállomás – Fabriciuss, Inglab és Csapajev utcák kereszteződése – Vasútállomás.
- № 3 – Vasútállomás – Aurora metróállomás (ma Qara Qarayev).
- № 4 – Vasútállomás – Régi Ahmadli.
- № 5 – Vorovszki városrész – Montin piac.
- № 6 – Hatai metróállomás – Montin piac.
- № 7 – Vasútállomás – Fabriciuss, Inglab és Chapayev utcák kereszteződése – Vasútállomás.

2004-re csak a 6. vonal maradt meg.

## Fordítás
- Ez a szócikk részben vagy egészben  a   Trams in Baku című angol Wikipédia-szócikk ezen változatának fordításán alapul.  Az eredeti cikk szerkesztőit annak laptörténete sorolja fel. Ez a jelzés csupán a megfogalmazás eredetét és a szerzői jogokat jelzi, nem szolgál a cikkben szereplő információk forrásmegjelöléseként.